# Sierra del Maigmó
La sierra del Maigmó es una formación montañosa del interior de la provincia de Alicante en España que recibe el nombre de su pico más elevado, Maigmó con 1296 m y ocupa una superficie de aproximadamente 1280 ha.
Pocas cumbres le hacen sombra por la zona donde se alza este coloso, en el corazón del Paraje Natural del Macizo del Maigmó, siendo su visión omnipresente desde todo el Campo de Alicante. De la cumbre del Maigmó parte una rama septentrional con el Alto del Maigmonet, de 1182 m, la Motllonera, de 1134 m, y el Alto de la Chimenea, de 1249 m, donde se dirige en dirección norte, terminando en el collado del Portell y enlazando con el Despeñador, de 1260 m. En su zona sur no sobrepasa los 900 m y enlaza con la sierra del Cid y la Sierra del Ventós.
La sierra del Maigmó se encuentra entre los términos municipales de Tibi, Castalla, Agost y Petrel, lindando en su cumbre los tres términos municipales. Separa las comarcas del Medio Vinalopó, al oeste, y de la Hoya de Castalla, al este.

## Flora e hidrografía
Bien repleta de frondosos bosques de pinos y carrascas, a sus pies se encuentra el embalse de Tibi, en el río Monnegre, considerado el más antiguo de Europa en funcionamiento, mandado construir por el mismo Felipe II a finales del siglo XVI.
Varias asociaciones ecologistas y grupos políticos han solicitado la declaración del Macizo del Maigmó como parque natural, ya que la actual protección de "Paraje Natural" no impide que en un futuro se pueda especular sobre el suelo del entorno.

## Clima
El clima es de tipo mediterráneo ligeramente continentalizado, por las altitudes que tiene. Las precipitaciones suelen ser abundantes, sobre todo en los meses de otoño. Las nevadas son predominantes en toda la sierra, no obstante las heladas son frecuentes por la noche. En el pico del Maigmó (1.296 m s. n. m.) las temperaturas pueden bajar de los -10 °C y en verano sobrepasar los 30 °C. Las nubes en la cima suelen ser constantes en los meses de invierno y de otoño, y por tanto facilita las precipitaciones en esta zona.

## Historia
El Maigmó fue de suma importancia al quedar como frontera internacional en 1244. En la cumbre se ubicó el mojón que dividía los reinos de Valencia y Castilla, con la raya trazada por el Tratado de Almizra, y por ende dos sistemas jurídicos diferentes.
Quedaban divididos los términos generales de las villas de Tibi y Castalla (Reino de Valencia) con Agost y Petrel (Reino de Castilla), quedando como poblaciones fronterizas y limítrofes entre sí. La raya fronteriza que marcaba la frontera de ambos reinos transcurría desde los hitos del Cabezón de Oro hasta Biar.
Gracias a la tesis doctoral del profesor Jorge Payá "Régimen jurídico de las aguas del río Verde-Monnegre (siglos XIII-XVIII)", se ha permitido conocer la carta del procurador general del reino de Murcia, Jaime Pérez de Aragón, fechada en 1297, en la que se describe por dónde transcurría la línea fronteriza acordada en el Tratado de Almizra y hasta qué punto la misma convertía sus inmediacciones en lo que hoy denominaríamos territorio transfronterizo. Según este documento, la frontera trazada en Almizra tenía el siguiente recorrido:

Primerament en la partida de Vilajoiosa a la mar diez millas al Carrisalejo, pegado a la mar, y del Carrisal a la Muela y de la Muela al Cantal del Spino, al cabo del barranco de la Alcantarola y del Cantal del Spino a Cabeçonsuelo, a la Penya forada del Cabeçon y Cabeçonsuelo al Vergeret y del Vergeret a los Guardos Viejos y de los Guardos Viejos a Monnegro y del Monnegro a Lalcubilla y de Lalcubilla al Ventoso sube al barranco arriba del Maymon y del Maymon a las vertientes de la sierra fasta la sierra, y de la sierra todas las vertientes de la Solana […].

Los mojones que dividían la frontera de los reinos se ubicaban en las cumbres más altas de las sierras que discurría, donde la evolución de los topónimos desde 1297 es singular: Monnegro hace referencia al Cabeç de Montnegre (515m), Lalcubilla hace referencia a La Escobella (693m), Ventoso es el Cabezo del Ventós (902m) y el Maymon es el Maigmó (1.296m).